# Episodi di Big Shots
Negli Stati Uniti, la prima stagione di Big Shots è stata trasmessa dal 27 settembre 2007 al 24 gennaio 2008, sul canale americano ABC. A causa dei bassi ascolti riportati dalla serie, il network ha deciso di non rinnovare lo show per una seconda stagione.
In Italia, la prima stagione è stata trasmessa in prima visione assoluta  dal 18 maggio 2008 al 15 giugno 2008, ogni domenica alle ore 21:00, su Steel di Premium Gallery,
In chiaro, la prima parte della prima stagione (episodi 1-8) è stata trasmessa dal 10 luglio 2008 al 28 agosto 2008, ogni giovedì in seconda serata, su Canale 5. A partire da domenica 31 maggio 2009 in terza serata Canale 5 ha iniziato a riproporre la serie dall'inizio sospendendola e lasciando nuovamente inediti gli ultimi episodi.
| nº | Titolo originale                      | Titolo italiano             | Prima TV USA      | Prima TV Italia |
| -- | ------------------------------------- | --------------------------- | ----------------- | --------------- |
| 1  | Pilot                                 | Le apparenze ingannano      | 27 settembre 2007 | 18 maggio 2008  |
| 2  | Tall, Dark And Hairless               | Donna, ma non fino in fondo | 4 ottobre 2007    | 18 maggio 2008  |
| 3  | The Good, The Bad And The Really Ugly | Questione di immagine       | 11 ottobre 2007   | 25 maggio 2008  |
| 4  | Three's A Crowd                       | Tre sono troppi             | 18 ottobre 2007   | 25 maggio 2008  |
| 5  | Greatest Amerimart Hero               | L'agendina incriminata      | 25 ottobre 2007   | 1º giugno 2008  |
| 6  | Car Trouble                           | Segreti e bugie             | 1º novembre 2007  | 1º giugno 2008  |
| 7  | Who's Your Daddy?                     | Storie di famiglia          | 8 novembre 2007   | 8 giugno 2008   |
| 8  | The Way We Weren't                    | Come non eravamo            | 29 novembre 2007  | 8 giugno 2008   |
| 9  | The Better Man                        | Il migliore                 | 10 gennaio 2008   | 15 giugno 2008  |
| 10 | Sex Be Not Proud                      | Punto di non ritorno        | 17 gennaio 2008   | 15 giugno 2008  |
| 11 | Who's The Boss?                       | Il nuovo capo               | 24 gennaio 2008   | 15 giugno 2008  |